# 아라이 겐지
아라이 겐지(일본어: 新井 健二, 1978년 5월 19일 ~ )는 일본의 전 축구 선수이다.

## 구단 경력
과거 알비렉스 니가타에서 활동하였다.